# Aftonen
Aftonen (vertaling: De avond) is een lied, gecomponeerd door Hugo Alfvén. Het is een toonzetting van een tekst van Herman Sätherberg, dat gaat over het vallen van de avond in het stiller wordende bos. Alfvén schreef het voor zijn "eigen" mannenkoor Orphei Drängar. Hijzelf en het koor gaven de eerste uitvoering op 5 mei 1943 in Uppsala.
Van dit werk zijn vier versies:
- voor gemengd koor
- voor mannenkoor
- voor zangstem en piano
- voor zangstem en orkest

## Discografie
- Uitgave BIS Records: Orphei Drängar o.l.v. Robert Sund (versie mannenkoor)